# Subwave
Pour plus de détails, voir Fiche technique et Distribution.
Subwave (Метро, littéralement « Métro ») est un film catastrophe russe coécrit et réalisé par Anton Meguerditchev, sorti en 2013. Il s'agit de l'adaptation du roman russe Metro de Dmitri Safonov (ru).

## Synopsis
La terreur frappe le système de métro de Moscou, sous la forme de l'inondation d'un tunnel effondré. Le film s'attarde particulièrement sur le parcours d'Andreï, Vladislav, Ksenia, Denis, Alissa, Galina et Mikhaïl. Ils se retrouvent ensemble piégés dans le tunnel effondré et tentent de s'en sortir ensemble. Des tensions se développent cependant au sein du groupe, Vladislav étant l'amant d'Irina, l'épouse d'Andreï, lequel ne se fait guère d'illusions.

## Fiche technique
Sauf indication contraire, les informations mentionnées dans cette section peuvent être confirmées par la base de données cinématographiques IMDb,  présente dans la section « Liens externes ».
- Titre original : Метро
- Titre international : Metro
- Titre français : Subwave
- Réalisation : Anton Meguerditchev
- Scénario : Victoria Evseïeva, Denis Kourychev et Anton Meguerditchev, d'après le roman Metro de Dmitri Safonov (ru)
- Musique : Iouri Poteïenko
- Direction artistique : Pavel Novikov
- Photographie : Sergueï Astakhov (ru)
- Son : Rostislav Alimov
- Montage : Daria Gladychéva
- Production : Igor Tolstounov et Sergueï Kozlov
- Société de production : Profit
- Société de distribution : Condor Entertainment(France)
- Budget : 13 000 000 euros[réf. nécessaire]
- Pays d'origine :  Russie
- Langue originale : russe
- Format : couleur
- Genre : catastrophe
- Durée : 132 minutes
- Dates de sortie  :
  - Russie : 21 février 2013
  - France : 12 août 2013 (vidéo)

## Distribution
- Sergueï Puskepalis (VF : Bruno Magne) : Andreï Garine
- Anatoli Bely (VF : Rémi Bichet) : Vladislav Konstantinov
- Svetlana Khodtchenkova (VF : Chloé Berthier) : Irina Garina
- Anfissa Wistingausen (ru) (VF : Manon Henrotte) : Ksenia Garina
- Alexeï Bardoukov (en) (VF : Alexandre Gillet) : Denis Istomine
- Katerina Chpitsa (VF : Lutèce Ragueneau) : Alissa
- Elena Panova (VF : Agathe Schumacher) : Galina Dergatch
- Stanislav Doujnikov (en) (VF : Bernard Bollet) : Mikhaïl

Version française
- Studio d'enregistrement : Studio Maia
- Direction Artistique : Benoît Du Pac
- Adaptation : Perrine Dézulier
- Mixage : Christelle Louet

Source et légende : Version française (VF) sur carton du doublage français

## Accueil

### Accueil critique
Le film a reçu de bonnes critiques, notamment du site Afisha lui attribuant une note de cinq étoiles sur cinq[réf. nécessaire].

## Distinctions

### Récompenses
- Nika 2014 : meilleure photographie pour Sergueï Astakhov (ru) et Sergueï Schulz

### Nominations
- Nika 2014 :
  - Meilleur long-métrage pour Anton Meguerditchev, Igor Tolstounov et Sergueï Kozlov
  - Meilleur son pour Rostislav Alimov